# فرنسيسكو دي إيليزا
فرنسيسكو دي إيليزا (بالإسبانية: Francisco de Eliza)‏ هو مستكشف وعسكري إسباني، ولد في 1759 في إل بويرتو دي سانتا ماريا في إسبانيا، وتوفي في 19 فبراير 1825 في قادس في إسبانيا.